# Jacques Sprenger
 (avril 2024).
Pour les articles homonymes, voir Sprenger.
Jacques Sprenger ou Jacob Sprenger, est né à Bâle entre 1436 et 1438. Il est mort en 1496. 
Inquisiteur dominicain qui aurait écrit avec Henri Institoris (Heinrich Kramer) le Malleus Maleficarum (le Marteau des sorcières) édité à Strasbourg en 1486 : un ouvrage sur la sorcellerie d'abord commandé par le pape Innocent VIII avant d'être interdit par l'Église catholique romaine en 1490. Ce docteur en théologie, prieur du couvent dominicain de Cologne, professeur à la faculté de cette ville était un homme extrêmement instruit. Certes, il a obtenu le titre d'inquisiteur dans la région rhénane, mais il n'aurait pas joué un rôle très actif dans la chasse aux sorcières. Il propagea également la prière du rosaire et fonda sa première confrérie à Cologne en 1475.  